# Tochter des Meeres
Tochter des Meeres (chinesisch 海的女兒 / 海的女儿, Pinyin Hǎi de nǚ'ér) ist eine Science-Fiction-Kurzgeschichte des chinesischen Schriftstellers Baoshu, zuerst veröffentlicht im November 2012. Eine deutsche Übersetzung von Johannes Fiederling erschien am 14. September 2020 in der Anthologie Quantenträume, herausgegeben vom Heyne Verlag.

## Handlung
Fatima landet zurück auf der Erde. Als aus Nanopartikeln bestehender Android mit einem menschlichen Gehirn, welches durch Komplikationen bei ihrer Geburt entnommen werden musste, war sie vor drei Jahren bereits in der Tiefsee tätig gewesen. Zusammen mit dem Meeresbiologen Mino suchte Fatima damals nach der „Urmutter“, den Organismen mit denen das Leben auf der Erde begann. In der „Höhle des Lebens“ auf dem Meeresgrund wird sie in einer heißen Quelle fündig. Entfremdet von ihrer eigenen Mutter, die ihr verschwiegen hatte, dass die von ihr so sehr herbeigesehnte Verpflanzung ihres Gehirns in einen geklonten Menschenkörper nicht möglich sei, da ihr Gehirn bereits zur Hälfte durch Nanopartikel ersetzt wurde, fliegt Fatima mit Mino zur Ultima-Station auf dem Jupitermond Europa, auf welchem es ähnliche heiße Quellen gibt. Bei ihrer Rückreise schlägt ein Asteroid, welcher durch eine nukleare Sprengung ursprünglich in den Merkurorbit gebracht werden sollte, durch einen Berechnungsfehler und einem leicht abweichenden Kurs stattdessen in der Sonne ein und verstärkt eine Sonneneruption, welche die Erde verbrennt. Nach ihrer Landung im Meer begibt sich Fatima erneut zur Höhle des Lebens, wo sich die Urmutter weiterhin befindet, und hält derweil Kontakt zu Mino auf der Ultima-Station. Ohne Versorgung von der Erde aus werden die wenigen verbleibenden Menschen bald aussterben. Mino plant, die mitgebrachte Urmutter in den heißen Quellen von Europa anzusiedeln, sodass das Leben neu beginnen kann. Fatima verabschiedet sich und löst sich daraufhin auf, um die Urmutter zu nähren.

## Kritik
Josefson von der österreichischen Tageszeitung Der Standard lobt, dass sich die Kurzgeschichte „in ein etwas exotischeres Ambiente“ vorwagt.